# Reggada
 (janvier 2018).
Si vous disposez d'ouvrages ou d'articles de référence ou si vous connaissez des sites web de qualité traitant du thème abordé ici, merci de compléter l'article en donnant les références utiles à sa vérifiabilité et en les liant à la section « Notes et références ».
Genres dérivés
Aarfa
Genres associés
Aarfa
La Reggada (en arabe: الرڭادة, en berbère : ⴰⵔⴳⴳⴰⴷⴰ) est un style musical et une danse guerrière issus de la grande confédération tribale berbère zénète des Béni-Snassen dans le Nord-Est du Maroc(Provinces d'Oujda, Berkane et Taourirt).
On la retrouve principalement dans les provinces de Berkane et Oujda, mais aussi dans les provinces de Taourirt, Nador, Guercif, Taza, Al Hoceima. En dehors de la région des Béni-Snassen et de l'est marocain d'une manière plus générale, la Reggada est très appréciée dans le reste du Maroc, mais aussi internationalement grâce à la diaspora marocaine.

## Origine
C'est à l'origine une danse guerrière des Béni-Snassen. L'étymologie du mot vient du nom de Aïn Reggada, une ville appartenant au territoire historique de la grande confédération tribale des Béni-Snassen. Les guerriers arabes dansaient en signe de victoire sur leurs ennemis, d'où l'usage du fusil. De plus, les frappes de pieds au sol se font au rythme de la musique et symbolisent l'appartenance à la terre.
Elle s'est internationalisée grâce notamment à la diaspora marocaine en Europe et fait aujourd'hui partie intégrante du patrimoine culturel marocain.

## Danse, rythme et instruments

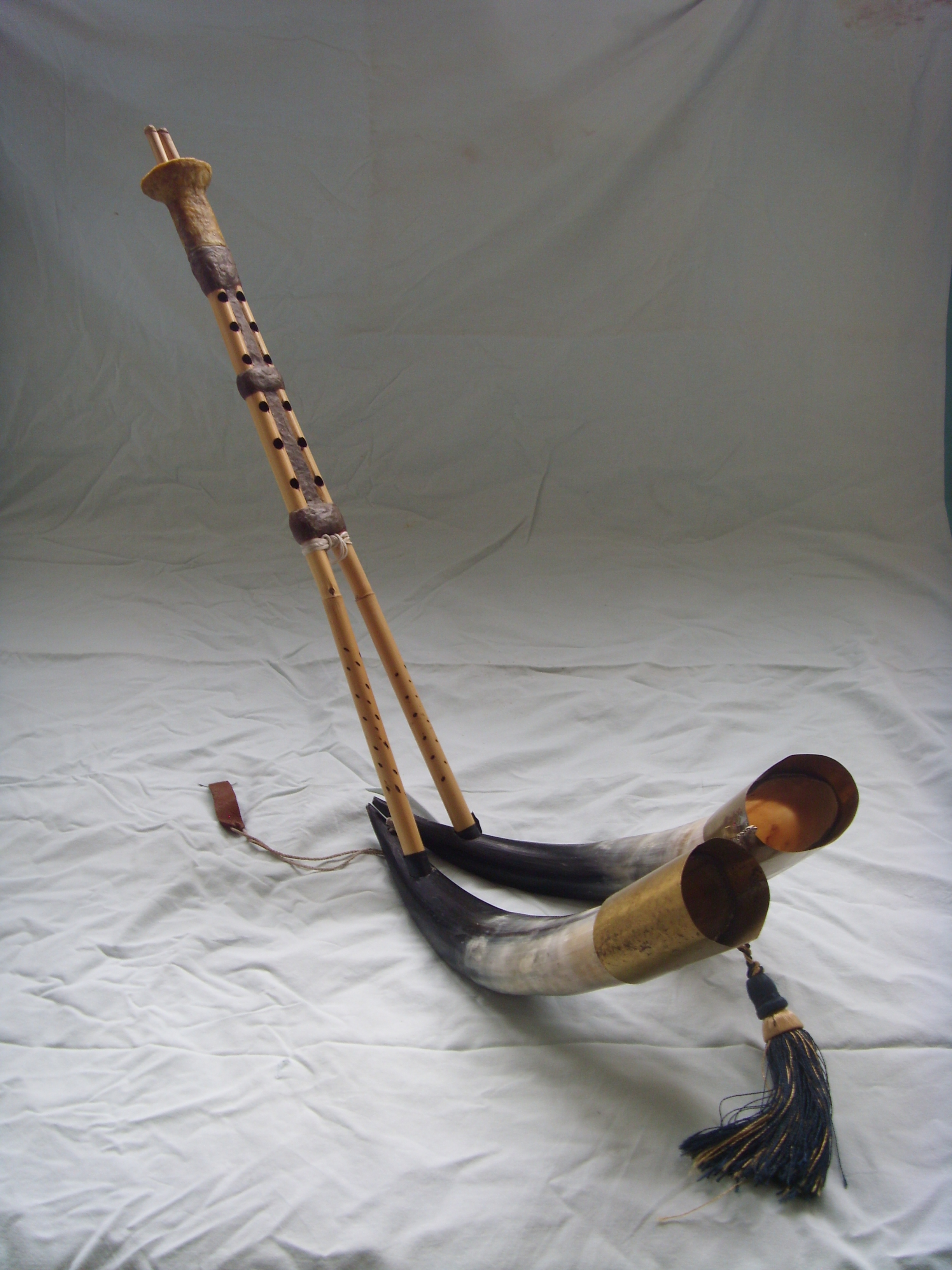
instrument musicale

La Reggada est rythmée par plusieurs instruments spéciaux tels que le Adjoune (bendir, en arabe), la ghaïta, Le Gallal, La Tamja (gasba, en arabe) ou le zamar (flute à cornes rifaine, instrument phare de La Reggada). Elle est exécutée par plusieurs danseurs guidés par un meneur qui se tiennent tous ensemble en poussant des cris montrant leur symbiose avec le rythme qui rappelle l'unité qui lie les guerriers face à l'ennemi. On la danse avec des mouvements d'épaules, un fusil (ou un bâton), en frappant des pieds contre le sol au rythme de la musique.
Ce style musical est issu de la danse folklorique du patrimoine folklorique marocain qui a été modernisée en associant des instruments modernes aux instruments traditionnels. Ainsi le piano-synthétiseur est utilisé à la place des flûtes traditionnelles.

## Toponymie
- Le village d'Aïn Reggada[4] ou Tala-n-Areggada, dans la Province de Berkane au Maroc.

- Aïn Reggada dans la wilaya de Guelma au Nord-Est de l'Algérie.